# توری موست
توری موست (به انگلیسی: Tory Mussett) (زاده ۲۶ ژوئن ۱۹۷۸) بازیگر استرالیایی است.
از فیلم‌های معروف او می‌توان به بازی در محکوم شده اشاره کرد.